# Architecture minoenne

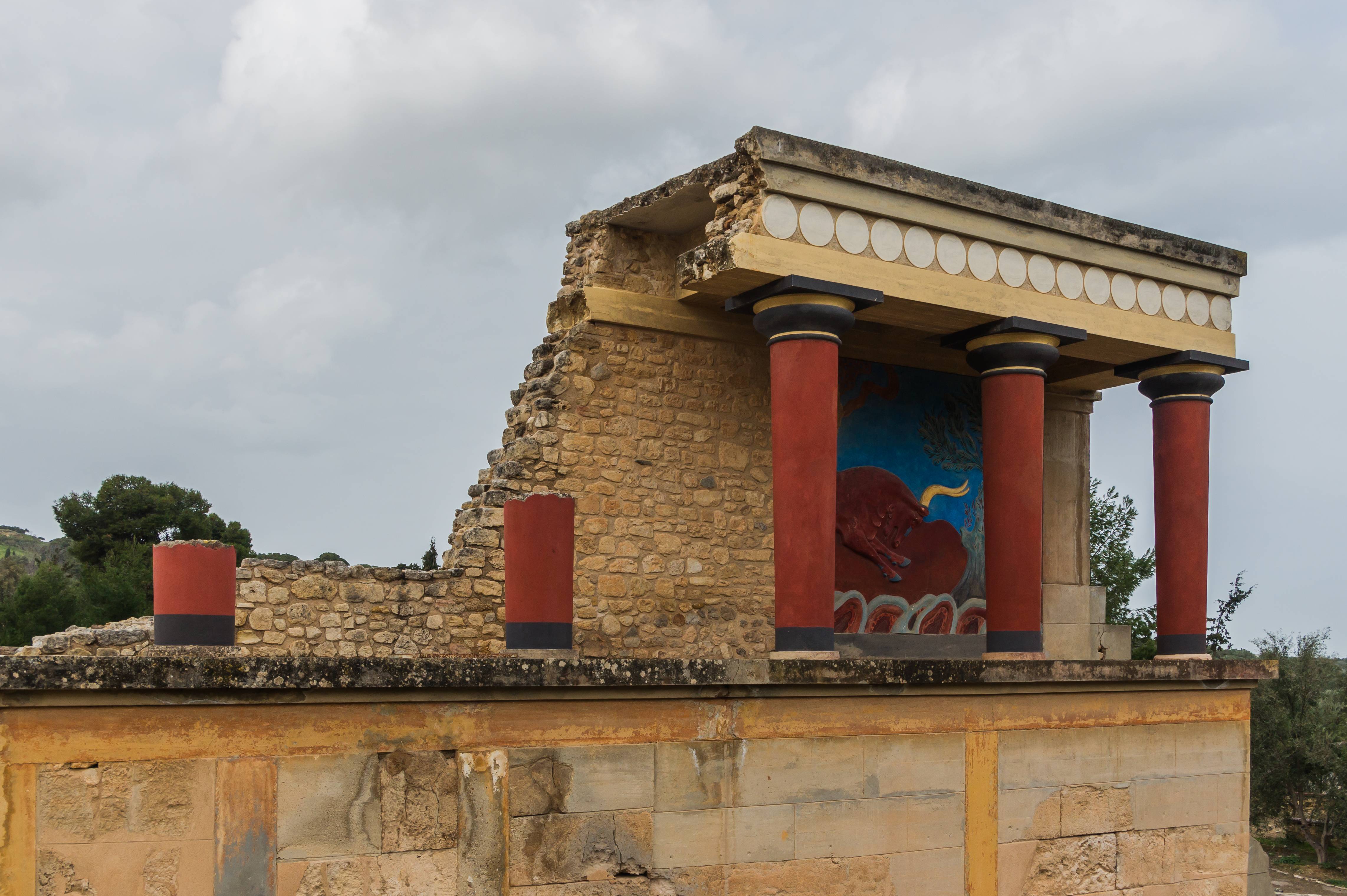
Détail dit de la fresque au taureau, du palais de Cnossos.

L'architecture minoenne est l'architecture spécifique de la civilisation minoenne. Celle-ci s'est développée en Crète de 2700 à 1200 av. J.-C. et tire sa dénomination du nom du roi légendaire Minos.

## Découpage chronologique
L'architecture minoenne comporte trois phases et peut être divisée en trois temps :

### Le minoen ancien
Sous le minoen ancien (de 3000 à 2000 av. J.-C.) : l'architecture est rudimentaire, elle se constitue de plans rectangulaires avec une base en pierre et des murs en argile. Les tombes collectives n'évoluent pas depuis le Néolithique et gardent leur forme circulaire.

### Le minoen moyen
Sous le minoen moyen (de 2000 à 1600 av. J.-C.) : l'architecture prend des inspirations orientales, elle se constitue d'une cour centrale entourée de plusieurs pièces indépendantes accessibles par de nombreux couloirs. Des palais s'établissent, s'approchant fortement de la structure d'un labyrinthe, ainsi que des centres religieux et des centres économiques. Des tombes individuelles voient le jour sous la forme de sépultures dans des jarres et cercueils en terre cuite.
Cependant, vers 1750 av. J.-C., des catastrophes naturelles détruisent les palais qui seront reconstruits de manière encore plus spectaculaire (ajout de puits de lumières sur les terrasses, développement de l'art, perfectionnement du système des eaux…).

### Le minoen récent
Sous le minoen récent (de 1600 à 1100 av. J.-C.) : l'architecture évolue peu au profit de l'art qui prend des proportions importantes. Les palais sont à nouveau détruits par des tremblements de terre et sont reconstruits sans grande innovation. Cependant, l'art se développe fortement avec des représentations picturales, sculptures, céramiques…